# Turny
Turny és un municipi francès, situat al departament del Yonne i a la regió de Borgonya - Franc Comtat. L'any 2017 tenia 681 habitants.

## Demografia

### Població
El 2007 la població de fet de Turny era de 729 persones. Hi havia 288 famílies, de les quals 68 eren unipersonals (20 homes vivint sols i 48 dones vivint soles), 112 parelles sense fills, 96 parelles amb fills i 12 famílies monoparentals amb fills.
La població ha evolucionat segons el següent gràfic:
Habitants censats

### Habitatges
El 2007 hi havia 408 habitatges, 305 eren l'habitatge principal de la família, 76 eren segones residències i 27 estaven desocupats. 399 eren cases i 7 eren apartaments. Dels 305 habitatges principals, 262 estaven ocupats pels seus propietaris, 33 estaven llogats i ocupats pels llogaters i 10 estaven cedits a títol gratuït; 1 tenia una cambra, 13 en tenien dues, 53 en tenien tres, 94 en tenien quatre i 144 en tenien cinc o més. 214 habitatges disposaven pel capbaix d'una plaça de pàrquing. A 131 habitatges hi havia un automòbil i a 150 n'hi havia dos o més.

## Economia
El 2007 la població en edat de treballar era de 467 persones, 349 eren actives i 118 eren inactives. De les 349 persones actives 322 estaven ocupades (182 homes i 140 dones) i 27 estaven aturades (15 homes i 12 dones). De les 118 persones inactives 51 estaven jubilades, 26 estaven estudiant i 41 estaven classificades com a «altres inactius».

### Ingressos
El 2009 a Turny hi havia 306 unitats fiscals que integraven 742 persones, la mediana anual d'ingressos fiscals per persona era de 18.705 €.

### Activitats econòmiques
Dels 23 establiments que hi havia el 2007, 1 era d'una empresa de fabricació d'altres productes industrials, 9 d'empreses de construcció, 4 d'empreses de comerç i reparació d'automòbils, 1 d'una empresa de transport, 1 d'una empresa financera i 7 d'empreses de serveis.
Dels 9 establiments de servei als particulars que hi havia el 2009, 1 era un paleta, 4 guixaires pintors, 2 fusteries, 1 electricista i 1 empresa de construcció.
L'únic establiment comercial que hi havia el 2009 era una botiga de mobles.
L'any 2000 a Turny hi havia 23 explotacions agrícoles que ocupaven un total de 1.729 hectàrees.

## Equipaments sanitaris i escolars
El 2009 hi havia una escola elemental integrada dins d'un grup escolar amb les comunes properes formant una escola dispersa.